# Memoriał Andrzeja Trochanowskiego
De Memoriał Andrzeja Trochanowskiego is een eendaagse wielerwedstrijd die jaarlijks wordt verreden in de woiwodschap Mazovië, Polen. De wedstrijd wordt georganiseerd ter ere van Andrzej Trochanowski, voormalig trainer van Legia Warschau, en is sinds 2005 onderdeel van de UCI Europe Tour met een classificatie van 1.2.
Recordwinnaar is de Tsjech Alois Kaňkovský met vier zeges.

## Lijst van winnaars

### Meervoudige winnaars
| Overwinningen | Renner            | Jaren                  |
| ------------- | ----------------- | ---------------------- |
| 4             | Alois Kaňkovský   | 2016, 2017, 2018, 2019 |
| 2             | Piotr Chmielewski | 1992, 2006             |
| 2             | André Schulze     | 2010, 2011             |

### Overwinningen per land
| Overwinningen | Land             |
| ------------- | ---------------- |
| 21            | Polen            |
| 5             | Tsjechië         |
| 4             | Oekraïne         |
| 3             | Duitsland        |
| 1             | Israël, Litouwen |

2005 · 
2006 · 
2007 · 
2008 · 
2009 · 
2010 · 
2011 · 
2012 · 
2013 · 
2014 · 
2015 · 
2016 · 
2017 ·
2018 ·
2019 ·
2020 ·
2021 ·
2022 ·
2023 ·
2024 ·
2025
Belangrijkste etappewedstrijden

Internationaal Wegcriterium · Driedaagse Brugge-De Panne · Ronde van de Alpen · Vierdaagse van Duinkerke · Ronde van Beieren · Ronde van Noorwegen · Ronde van België · Ronde van Luxemburg · Ronde van Oostenrijk · Ronde van Wallonië · Ronde van Burgos · Ronde van Denemarken · Arctic Race of Norway · Ronde van Groot-Brittannië
Belangrijkste eendaagse wedstrijden

Trofeo Laigueglia · GP Lugano · GP Nobili Rubinetterie · Dwars door Vlaanderen · Scheldeprijs · Brabantse Pijl · GP Kanton Aargau · Brussels Cycling Classic · GP Fourmies · Primus Classic Impanis-Van Petegem · Ronde van de Drie Valleien · Milaan-Turijn · Ronde van Piemonte · Ronde van het Münsterland · Ronde van Emilia · Parijs-Tours · GP Bruno Beghelli